# Sint-Antonius-Abtkapel (Kotem)
De Sint-Antonius-Abtkapel is een kapel te Kotem in de Belgische gemeente Maasmechelen. De kapel die toegewijd is aan Sint-Antonius Abt is gelegen op de Bampstraat, vlak bij de Ziepbeek. De kapel is gebouwd in 1921 in opdracht van Maria Hoogwaerts ter nagedachtenis van haar overleden echtgenoot Paulus Bouveroux.